# Robert Battes
Robert Battes (* 13. März 1932 in Düsseldorf) ist ein deutscher Rechtswissenschaftler.

## Leben
Nach der Promotion in Köln 1966 und Habilitation an der Universität Köln 1972/1973 war er als Wissenschaftlicher Rat und Professor an der Universität Münster tätig. 1981 wurde er Professor am Institut für Deutsches, Europäisches und Internationales Familienrecht an der Universität Bonn.
Schwerpunkt von Battes' Forschung ist das Bürgerliche Recht, insbesondere in- und ausländisches Familien- und Erbrecht sowie Privatrechtsvergleich.
Battes ist seit 1952 Mitglied der katholischen Studentenverbindung KDStV Ascania Bonn im CV.

## Schriften (Auswahl)
- Die Überbewertung von Sacheinlagen im in- und ausländischen GmbH-Recht und bei der Private Company. Köln 1967, OCLC 1067452501.
- Gemeinschaftliches Testament und Ehegattenerbvertrag als Gestaltungsmittel für die Vermögensordnung der Familie. Versuch einer Grundlegung im Vergleich mit funktionsverwandten Erscheinungen des anglo-amerikanischen und französischen Rechts. Bielefeld 1974, ISBN 3-7694-0079-8.
- Nichteheliches Zusammenleben im Zivilrecht. Köln 1983, ISBN 3-8145-8003-6.
- Eherecht. Berlin 2018, ISBN 978-3-540-88524-5.